# Qatars ambassad i Stockholm
Qatars ambassad i Stockholm är Qatars beskickning i Sverige. .
Ambassaden öppnades 2015.

## Beskickningschefer
| Namn                                            | Period    | Funktion   |
| ----------------------------------------------- | --------- | ---------- |
| Hamad Al-Khalifa                                | 2015–2018 | Ambassadör |
| Sheikha Moza Bint Nasser bin Ahmad Ali Al-Thani | 2018–     | Ambassadör |